# Haste (Schaumburg)
 For alternative betydninger, se Haste. (Se også artikler, som begynder med Haste)
Haste er en by og kommune i det nordvestlige Tyskland med godt 2.700 indbyggere (2013)[kilde mangler], beliggende i Samtgemeinde Nenndorf i den nordøstlige del af Landkreis Schaumburg. Denne landkreis ligger i delstaten Niedersachsen.

## Geografi
Haste er beliggende omkring 30 km vest for Hannover, nær ved nordøstgrænsen af Landkreis Schaumburg samt syd for Mittellandkanal og Hasterskovene. Området er et skov- og landbrugspræget landskab gennemskåret af flere trafikårer mellem byerne Bad Nenndorf og Wunstorf. Vandløbet Haster Bach løber ligeledes gennem Haste. Kommunen har et areal på omkring 12 km², hvoraf omkring 8 km² anvendes til skovbrug. Haste er mod vest, nord og øst omgivet af skovarealer.

### Nabokommuner
Kommunen omgives af (med uret fra nord) byen Wunstorf samt kommunerne Suthfeld og Hohnhorst.

### Inddeling
I kommunen finder man 2,5 km vest for selve byen, landsbyen Wilhelmsdorf. Haste er i folkemunde inddelt i Alt-Haste, Waldfrieden og Ypern, men disse regnes ikke officielt som kommunedele.